# Кей Санбе
Кей Санбе (яп. 三部 敬, Sanbe Kei) — японський манґака. Народився у Томакомаї, Хоккайдо та виріс у Префектурі Чіба. Раніше він працював під псевдонімом Кейсуке Кавара (яп. 瓦 敬助, Kawara Keisuke). Він одружений з ілюстраторкою Кейші Канесада (яп. 兼処 敬士, Kanesada Keishi).
У 1990 році Санбе здобув на 40-й премію Тедзука та став переможцем у півфіналі 41-ї. Його манґа «Місто, де немає лиш мене» була номінована на 18-ту Культурну премію імені Тедзуки Осаму.

## Історія
Після закінчення середньої школи Санбе переїхав до Токіо, щоб навчатися на художника фонів у Токійському дизайнерському коледжі Ґакуїн. Рушійною силою для вступу на цю спеціальність художник називає «Люпен III: Замок Каліостро». Він дебютував в ігровому журналі Dengeki Adventures. Під час навчання Санбе натрапив на список вакансій у Weekly Shonen Jump від Аракі Хірохіко, який шукав нових асистентів. Хоч Санбе не був великим шанувальником «Химерні пригоди ДжоДжо», різноманітність фонів і зовнішні сцени спонукали подати заявку. Подавши заявку двічі, Санбе прийняли до команди Аракі приблизно під час реалізації Battle Tendency і зрештою отримав підвищення до головного помічника. Він працював на Аракі вісім років, перш ніж залишити на півдорозі Golden Wind, щоб продовжити власну кар'єру художника манґи. Коли Testarotho, Kamiyadori та «Місто, де немає лиш мене» були опубліковані у формі танкобон, Аракі дав свою підтримку на обі.

## Роботи
- Testarotho[en] (2001—2002)
- Kamiyadori[en] (2004 — 06)
- Kamiyadori no Nagi[en] (2008—2010)
- Hohzuki Island[en] (2008 — 09)
- Mōryō no Yurikago (2010 — 12)[4][5]
- Black Road[6]
- Hataru[7]
- Puzzle[8]
- Nanako-san Teki na Nichijō[9]
- Nanako-san Teki na Nichijō Re[10]
- Nanako-san Teki na Nichijō Dash!![5][11]
- «Місто, де немає лиш мене» (2012—2016)[5][12][13]
- Yume de Mita Ano Ko no Tame ni[en] (2017 — 22)
- Mizutamari ni Ukabu Shima[en] (2019—2021)[14]
- 13-kai Me no Ashiato[15]
- Reto the Protector[16][17]